# Rouffy
Rouffy é uma comuna francesa na região administrativa do Grande Leste, no departamento de Marne. Estende-se por uma área de 5.69 km², e possui 112 habitantes, segundo o censo de 2018, com uma densidade de 20 hab/km².